# Gorazd Škof
Gorazd Škof (* 11. Juli 1977 in Novo mesto) ist ein slowenischer Handballtrainer, der zuvor als Handballtorwart aktiv war. Er war Torhüter der slowenischen Nationalmannschaft.

## Spieler
Gorazd Škof begann in seiner slowenischen Heimat beim RK Brežice. Über mehrere Stationen kam er zum slowenischen Spitzenklub RK Velenje. 2004 verließ er den Verein in Richtung des Ligarivalen RK Celje. Nach vier erfolgreichen Jahren, in denen er mit Celje mehrfach Meister und Pokalsieger wurde, ging er 2008 zu RK Zagreb nach Kroatien. Mit der Mannschaft wurde er 2009, 2010 und 2011 kroatischer Meister. 

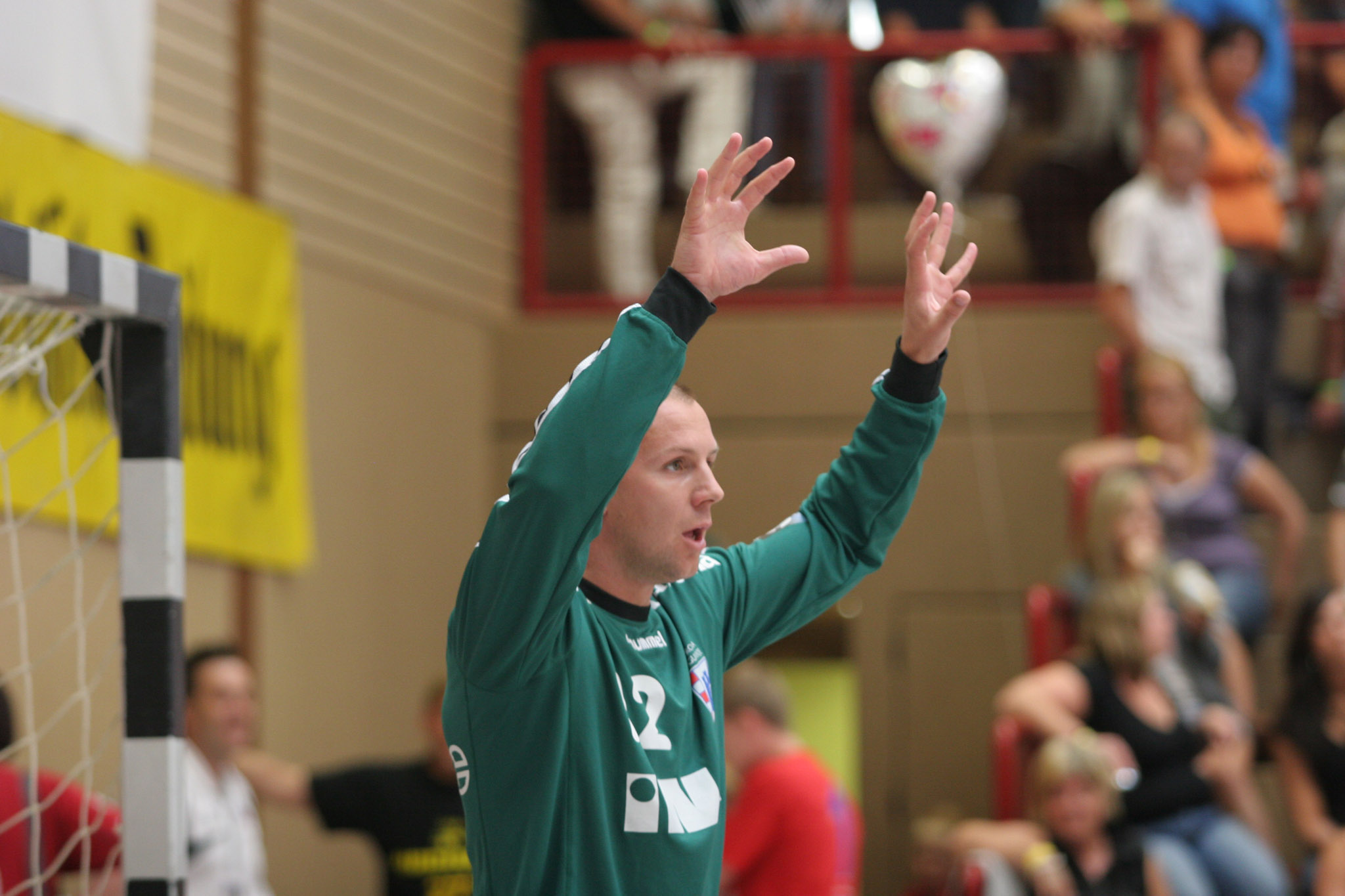
Gorazd Škof

Im Jahr 2011 wurde er vom slowenischen Verein RK Koper verpflichtet. Im April 2013 wurde er vom französischen Erstligisten US Créteil HB als Ersatz für den verletzten Arnaud Tabarand für drei Monate verpflichtet. Im Sommer 2013 schloss er sich HBC Nantes an. In der Saison 2016/17 spielte er für Paris Saint-Germain, mit dem er die Meisterschaft gewann. Ab dem Sommer 2017 stand er beim deutschen Verein HC Erlangen in der Bundesliga unter Vertrag. Zur Saison 2019/20 wechselte er zum österreichischen Verein SC Ferlach. Im November 2019 wurde Škof von der TSG Friesenheim verpflichtet. Nach der Saison 2020/21 beendete Škof seine Karriere.
Mit der slowenischen Nationalmannschaft gewann der 188-malige Nationalspieler bei der Handball-Europameisterschaft 2004 im eigenen Land Silber. Er gehörte bei den Olympischen Spielen 2016 dem slowenischen Kader an.

## Trainer
Škof ist seit März 2022 als Torwarttrainer bei der slowenischen Nationalmannschaft tätig. Im Februar 2023 wurde er als Torwarttrainer des HC Erlangen verpflichtet.